# Општина Вултурени (Клуж)
Вултурени (рум. Vultureni) општина је у Румунији у округу Клуж.
Oпштина се налази на надморској висини од 359 m.